# IC 1851
IC 1851 — галактика типу EN (емісійна туманність) у сузір'ї Кассіопея.
Цей об'єкт міститься в оригінальній редакції індексного каталогу.